# Marnette Patterson
Pour les articles homonymes, voir Patterson.
Marnette Patterson est une actrice américaine, née le 26 avril 1980 , lauréate du concours de jeunes vocalistes Star Search en 1989.

## Biographie
Marnette Patterson a joué notamment dans Sliver, Sexcrimes : partie à 4 et dans le film de science fiction Starship Troopers 3 : Marauder. Marnette s'illustre, également, dans des séries TV populaires comme Charmed ou encore Mentalist.
Outre le chant, elle pratique l'équitation, le kickboxing et la randonnée. Elle est aussi concernée par l'association caritative Amanda Foundation.

## Filmographie sélective
- 1989 : Freddy 5 - L'Enfant du cauchemar : une petite fille
- 1993 : Sliver : Joanie Balinger
- 1995 : Troisième planète après le Soleil (saison 1, épisode 1) : une joueuse de volley-ball
- 1996 : Joyeuse pagaille (Something So Right) (série TV) : Kay Connell (37 épisodes)
- 2000 : The Stalking of Laurie Show
- 2003 : Nip/Tuck (saison 1 épisode 4) : Fluffer
- 2003 : Un père Noël au grand cœur (Secret Santa) (TV) : Callie
- 2005 : Supernatural (saison 1 épisode 5) : Charlie
- 2006 : Charmed (saison 8) : Christy Jenkins
- 2007 : Les Experts (saison 7 épisode 21) : une strip-teaseuse
- 2007 : Meurtre sur rendez-vous : Angie
- 2008 : Starship Troopers 3 : Marauder : Holy Little
- 2009 : Dr House (saison 6 épisode 10) : Ashley
- 2010 : Sexcrimes : partie à 4 : Rachel Thomas
- 2011 : Mentalist (saison 3 épisode 19) : Viktoria Shays
- 2011 : Filles des villes et filles des champs (Keeping Up with the Randalls) (TV) : Sam
- 2014 : American Sniper ou Tireur d'élite américain au Québec : Sarah
- 2015 : Major Crimes : Donna (1 épisode)